# Рут Муфанг
Рут Муфанг (10 січня 1905 — 26 листопада 1977) — німецька математик.

## Біографія
Народилася в родині німецького хіміка Едуарда Муфанга та Ельзи Фехт Муфанг. Едуард Муфанг був сином Фрідріха Карла Муфанга (1848—1885) та Елізабет фон Мерс з міста Майнц. Матір'ю Рут Муфанг була Ельза Фехт, яка була донькою Олександра Фехта (1848—1913) від Келя та Елли Шольц (1847—1921). Рут була молодшою з двох дочок своїх батьків, мала старшу сестру на ім'я Еріка.

## Освіта і кар'єра
Рут Муфанг вивчала математику у Франкфуртському університеті. У 1931 році вона отримала ступінь доктора філософії з проективної геометрії під керівництвом Макса Дена, а в 1932 році мала стипендію для навчання у Римі. Після року навчання у Римі вона повернулася до Німеччини, щоб читати лекції в Кенігсберзькому та Франкфуртському університетах.
Міністр освіти нацистської Німеччини відмовив їй у дозволі на викладання, тому вона почала працювати у приватному секторі, а саме в науково-дослідницькому інституті Круппса, де вона стала першою німкенею з докторським ступенем, яку взяли на роботу математиком на промисловство. У 1946 році їй нарешті дозволили обійняти посаду викладача у Франкфуртському університеті, а в 1957 році вона стала першою жінкою-професором університету.

## Дослідження
Дослідження Муфанг у галузі проективної геометрії ґрунтуються на роботах Давида Гільберта. Вона стала відомою завдяки новаторській роботі над неасоціативними алгебраїчними структурами, включаючи цикли Муфанг, які названі на її честь.
У 1933 році Муфанг показала, що теорема Дезарга не виконується для площини Кейлі. Площина Кейлі використовує октоніонні координати, які не задовольняють асоціативному закону. Такі зв'язки між геометрією та алгеброю раніше відзначали Карл фон Штаудт і Девід Гільберт. Таким чином Рут Муфанг започаткувала нову галузь геометрії під назвою площини Муфанг.
На цю тему нею було опублікувала 7 робіт:
- Zur Struktur der projectiven Geometrie der E bene (1931);
- Die Einführung in der ebenen Geometrie mit Hilfe des Satzes vom vollständigen Vierseit (1931);
- Die Schnittpunktssätze des projektiven speziellen Fünfecksnetzes in ihrer Abhängigkeit voneinander (1932);
- Ein Satz über die Schnittpunktsätze des allgemeinen Fünfecksnetzes (1932);
- Die Desarguesschen Sätze von Rang 10 (1933);
- Alternativkörper und der Satz vom vollständigen Vierseit D9 (1934);
- Zur Struktur von Alternativkörpern (1934).

Муфанг опублікувала лише одну статтю з теорії груп:
- Einige Untersuchungen über geordenete Schiefkörper, яка була надрукована в 1937 році.[4]